# 野崎藍
野崎 藍（のざき あい、1992年1月27日 - ）は、日本のモデル、歌手、女優、タレント。

## 人物
- 趣味は読書、カラオケ（アニソン）、料理、⾷べ歩き。
- 特技はピアノ 15年、声楽 9年、ボイストレーニング5年、ギター 2年、バレエ 2年。
- 国立音楽大学音楽学部演奏科卒業。
- 英語が堪能で、イタリア語検定5級も持っている。
- クラシックを織り交ぜた曲作り、裏声を生かした歌を歌っており、「クラシカルクロスオーバーシンガー」として歌手活動をしている。

## 出演

### テレビ
- 2013年8月 テレビ東京 たけしのニッポンのミカタ VTR 就活生役
- 2015年4月 - TBS 中居正広の金曜日のスマたちへ 赤服

### モデル
- 2015年11月 浅草花やしき『仮装ミスコンテスト』優勝
- 2016年5月 湘南ガールコンテスト2016 グランプリ[1]
- 2017年1月 2017ミス・ユニバース・ジャパン神奈川 準グランプリ[2]
- 2017年10月 横浜サクソフォンアンサンブル 公式アンバサダー就任[3]

### 歌手
- 2012年 - 東日本大震災復興プロジェクト『心に花を咲かせよう合唱団』団員として被災地訪問・演奏活動[4]
- 2013年 - 2014年 スタジオbliss カメラマン講習会用モデル福岡県北九州市 小倉城 ゆるキャラ とらっちゃ イメージソング 『とらっちゃ』 コーラス
- 2018年 3曲入りCD『Foundation』発売[5]
- 2019年 5曲入りCD『ここから』発売
- 2019年 Japan Traditional Songs 〜癒〜のボーカル担当としてYouTubeに日本の童謡や唱歌を歌いつつ、様々な地域、場所を紹介する動画を配信[6]

### ライブ配信
- 2018年1月20日 アマチュア配信者としてSHOWROOM配信を始める。
- 2018年2月1日 公式アカウントの配信者（ミュージック枠）となる。
- 2018年2月 ワールドスケープ社ラジオ出演獲得イベント5位。
- 2018年4月 ワールドスケープ社のラジオ出演獲得イベント1位。